# Prasinocyma simplex
Prasinocyma simplex är en fjärilsart som beskrevs av W. Warren 1912. Prasinocyma simplex ingår i släktet Prasinocyma och familjen mätare. Inga underarter finns listade i Catalogue of Life.